# Marija Pinigina

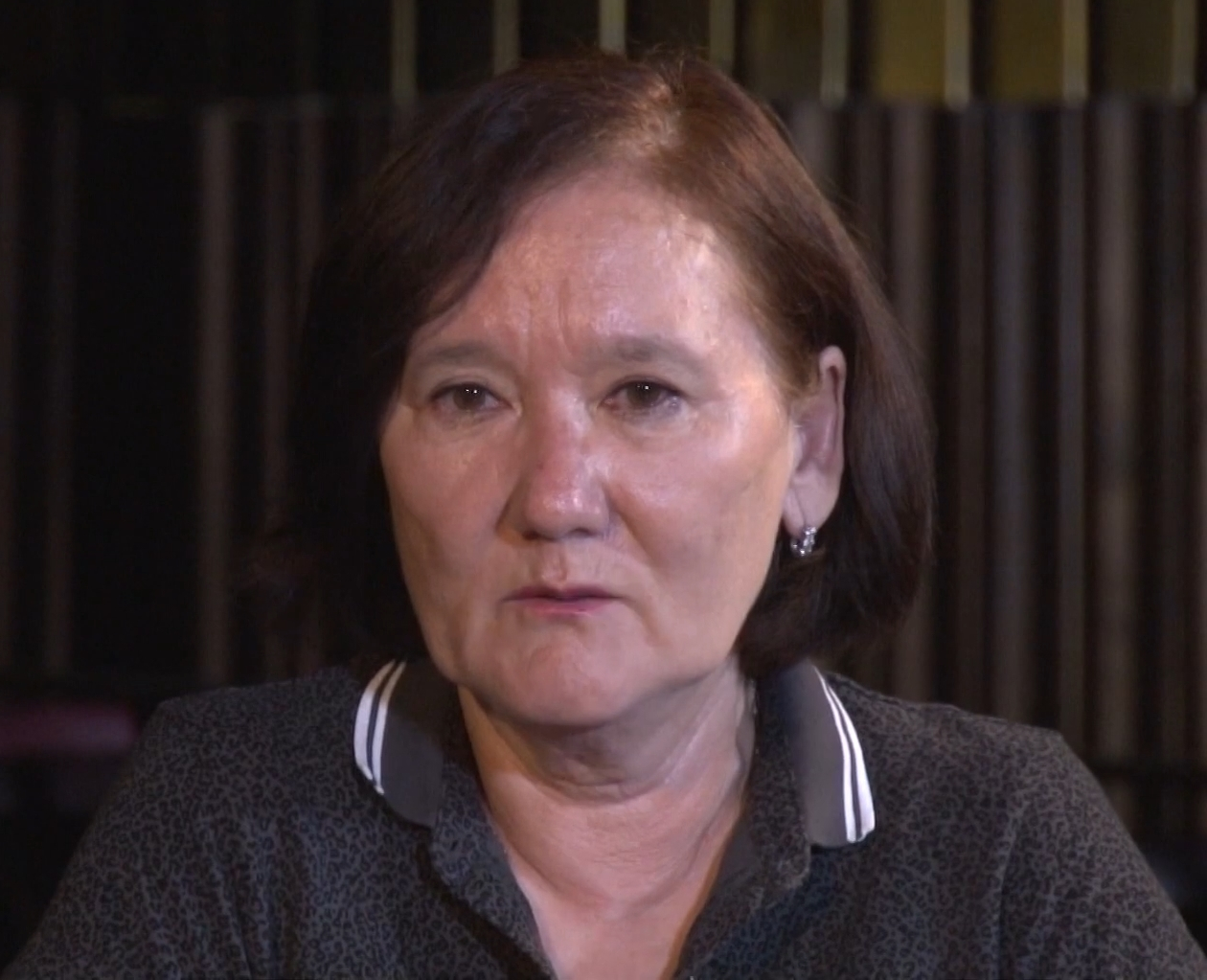

Marija Dzjumbajeva Pinigina (ryska: Мария Джумабаевна Пинигиина), född den 9 februari 1958, är en rysk före detta friidrottare som under 1980-talet tävlade för Sovjetunionen i medeldistanslöpning.
Piniginas första internationella mästerskap var EM 1978 i Prag där hon slutade på fjärde plats. Pinigina deltog vid VM i friidrott 1983 i Helsingfors där hon blev bronsmedaljör såväl individuellt på 400 meter som i stafett 4 x 400 meter. Hon kunde inte delta i Olympiska sommarspelen 1984 i Los Angeles på grund av östblockets bojkott av spelen. Vid VM i friidrott 1987 i Rom sprang hon tredje sträckan i det sovjetiska stafettlag på 4 x 400 meter som slutade på andra plats slagna av Östtyskland.
Hennes främsta merit är från Olympiska sommarspelen 1988 i Seoul där hon tillsammans med Tatjana Ledovskaja, Olga Nazarova och Olga Vladikina-Brizgina slog Östtysklands "omöjliga" världsrekord på 4 x 400 meter när de sprang på tiden 3.15,17 i finalen.